# Rasclet ocel·lat
El rasclet ocel·lat (Micropygia schomburgkii) és una espècie d'ocell de la família dels ràl·lids (Rallidae) i única espècie del gènere Micropygia. Habita aiguamolls i en general zones humides amb vegetació, a la zona Neotropical, ocalment al sud-est de Colòmbia, Veneçuela i Guaiana, i des del sud-est del Perú i Bolívia fins al centre i sud-est del Brasil.